# Vocea României
Pour les articles homonymes, voir The Voice.
Vocea României est la version roumaine de l'émission musicale The Voice lancée en 2010 par John de Mol. Elle est diffusée depuis le 27 septembre 2011 sur la chaîne Pro TV.

## Participants
| Coachs         | Saisons | Saisons | Saisons | Saisons | Saisons | Saisons | Saisons | Saisons | Saisons | Saisons | Saisons |
| Coachs         | 1       | 2       | 3       | 4       | 5       | 6       | 7       | 8       | 9       | 10      | 11      |
| -------------- | ------- | ------- | ------- | ------- | ------- | ------- | ------- | ------- | ------- | ------- | ------- |
| Horia Brenciu  |         |         |         |         |         |         |         |         |         |         | Duo     |
| Loredana Groza |         |         |         |         |         |         |         |         |         |         |         |
| Smiley         |         |         |         |         |         |         |         |         |         | Duo     |         |
| Marius Moga    |         |         |         |         |         |         |         |         |         |         |         |
| Tudor Chirilă  |         |         |         |         |         |         |         |         |         |         |         |
| Adrian Despot  |         |         |         |         |         |         |         |         |         |         |         |
| Irina Rimes    |         |         |         |         |         |         |         |         |         |         |         |
| Andra          |         |         |         |         |         |         |         |         |         |         |         |
| Denis Roabeș   |         |         |         |         |         |         |         |         |         |         |         |
| Theo Rose      |         |         |         |         |         |         |         |         |         | Duo     | Duo     |

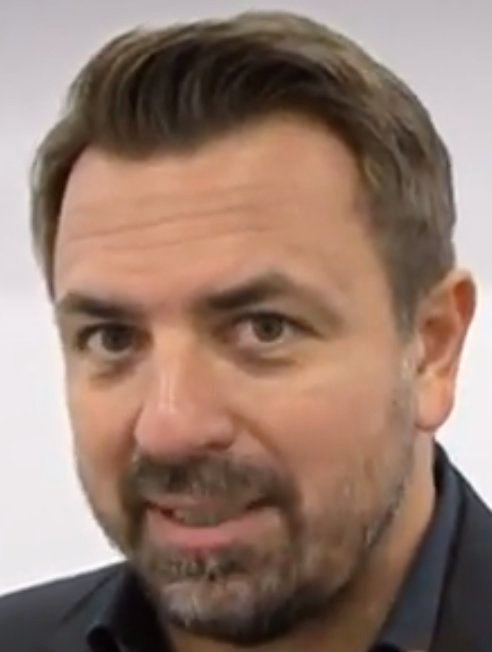
Horia Brenciu (solo; 1-3,9) (duo; 11-)
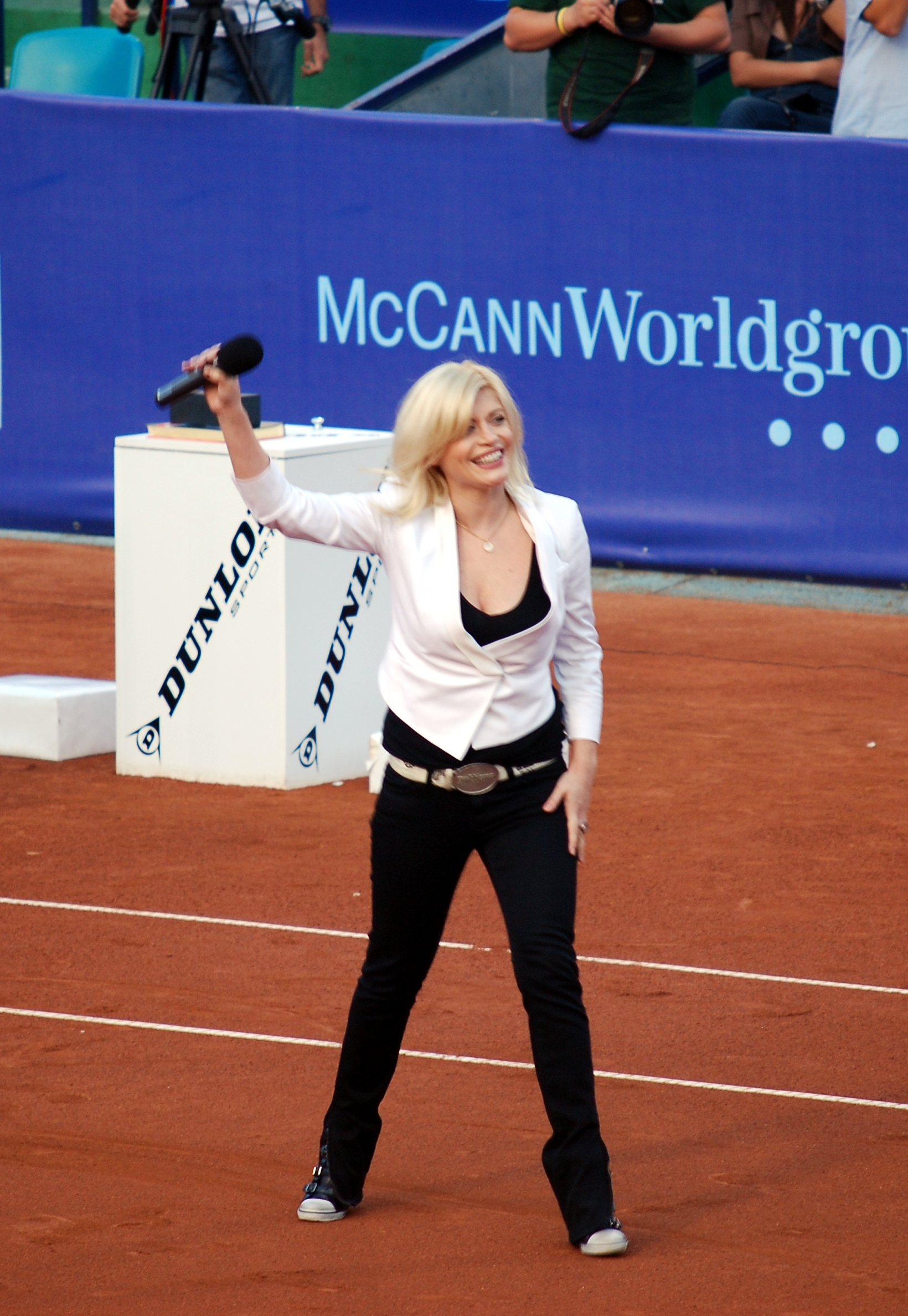
Loredana Groza (1-7)
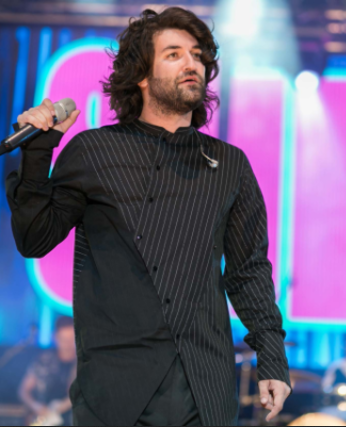
Smiley (solo; 1-9, 11-) (duo 10)
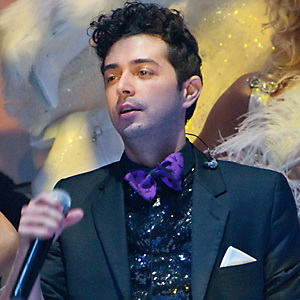
Marius Moga (1-6)
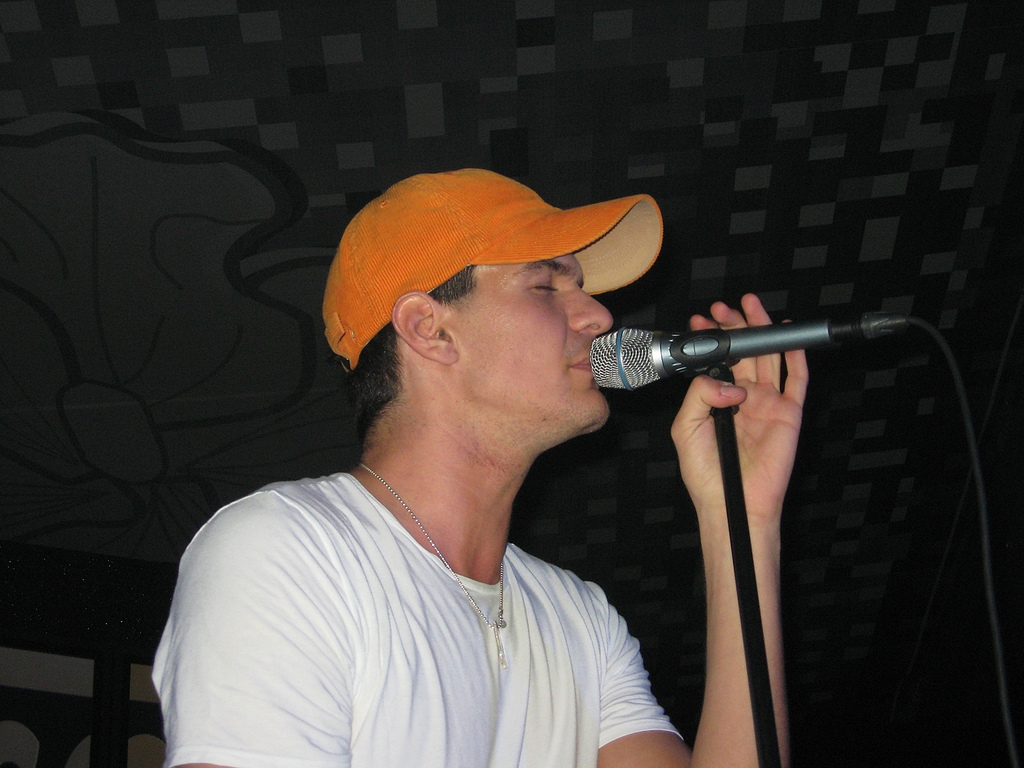
Tudor Chirilă (4-)
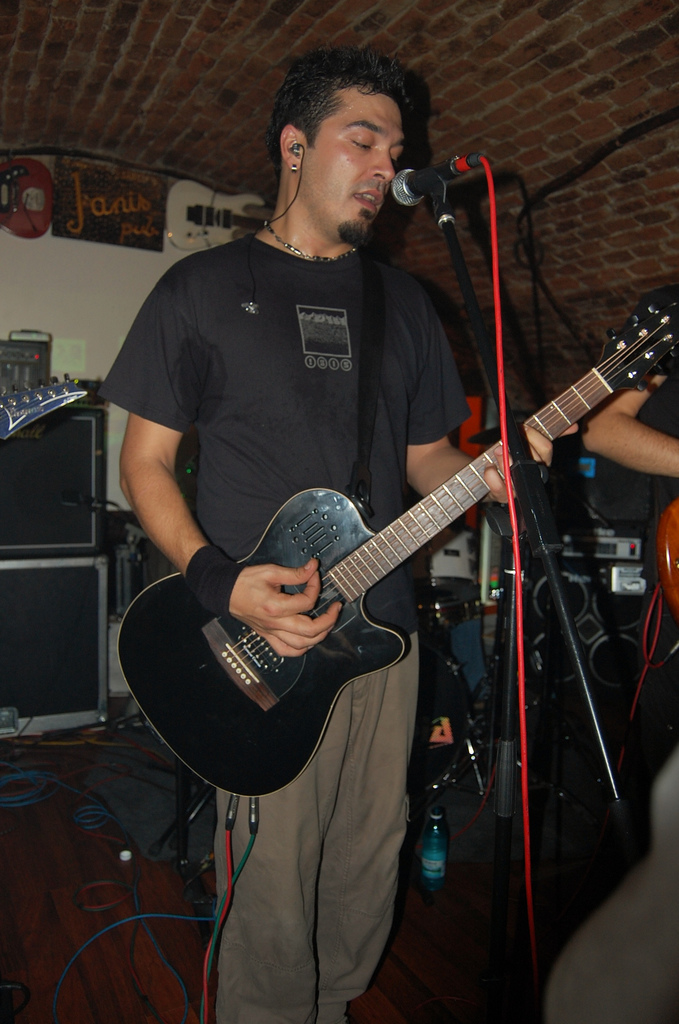
Adrian Despot (7)
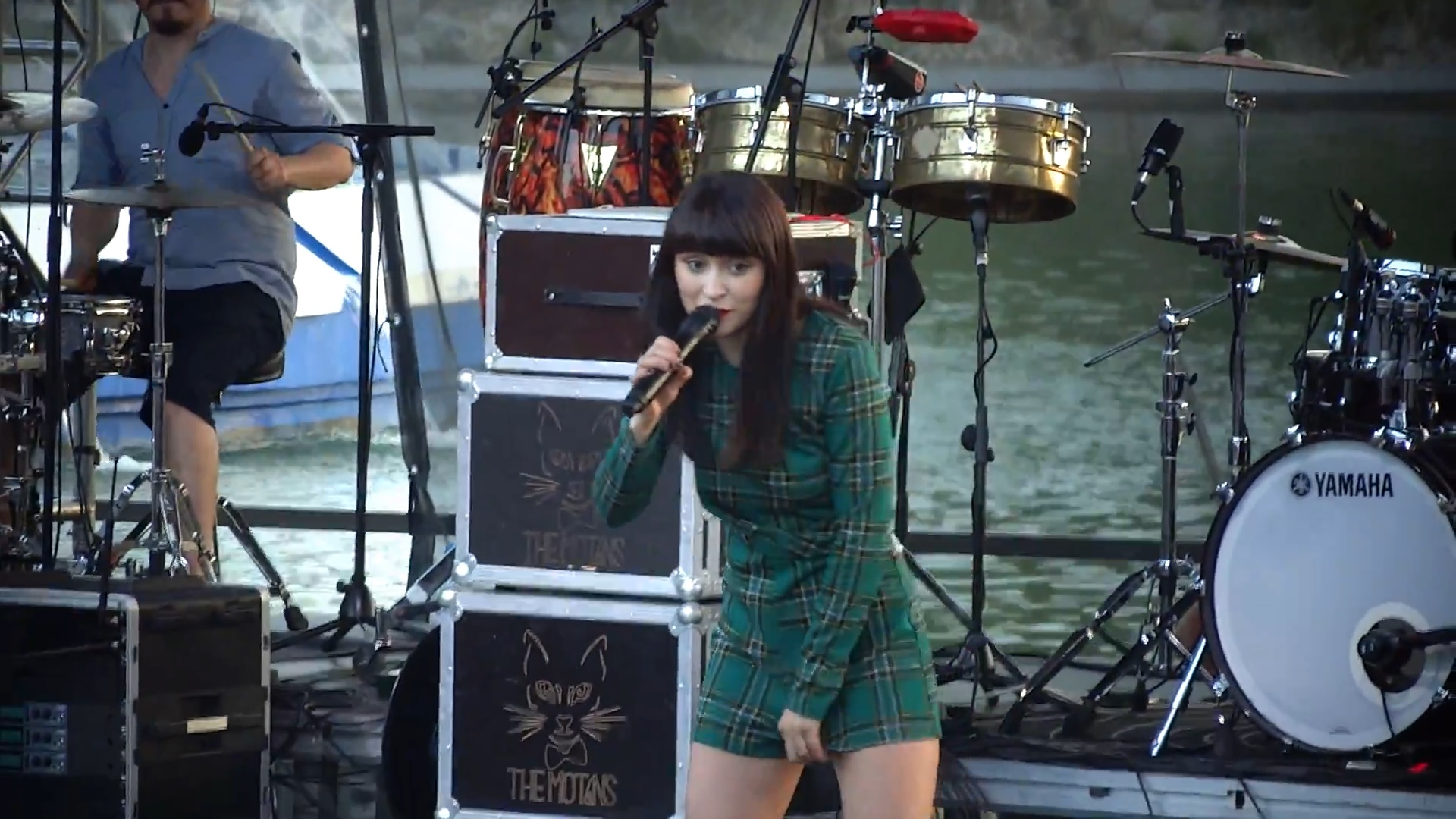
Irina Rimes (8-)
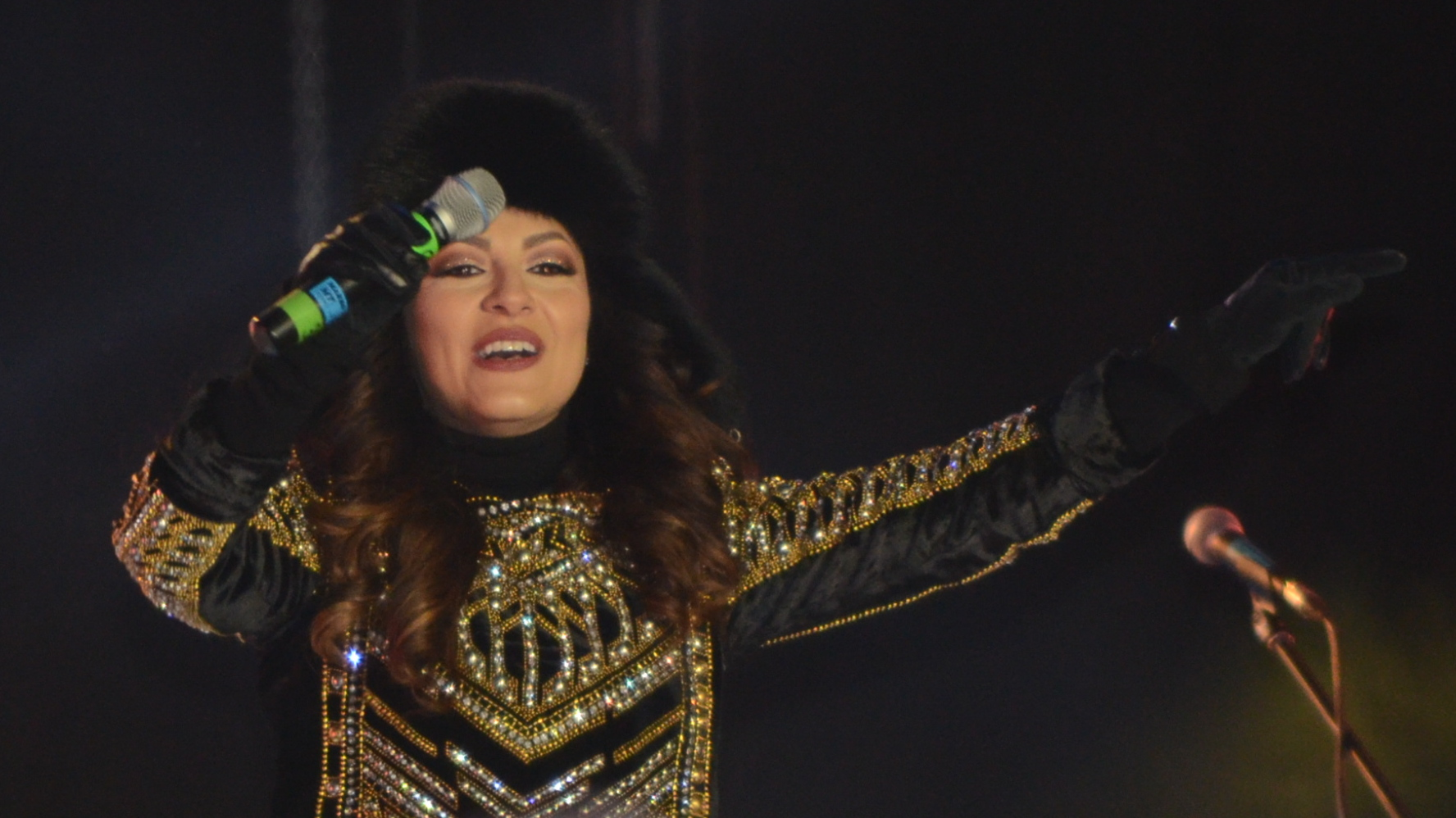
Andra (8)
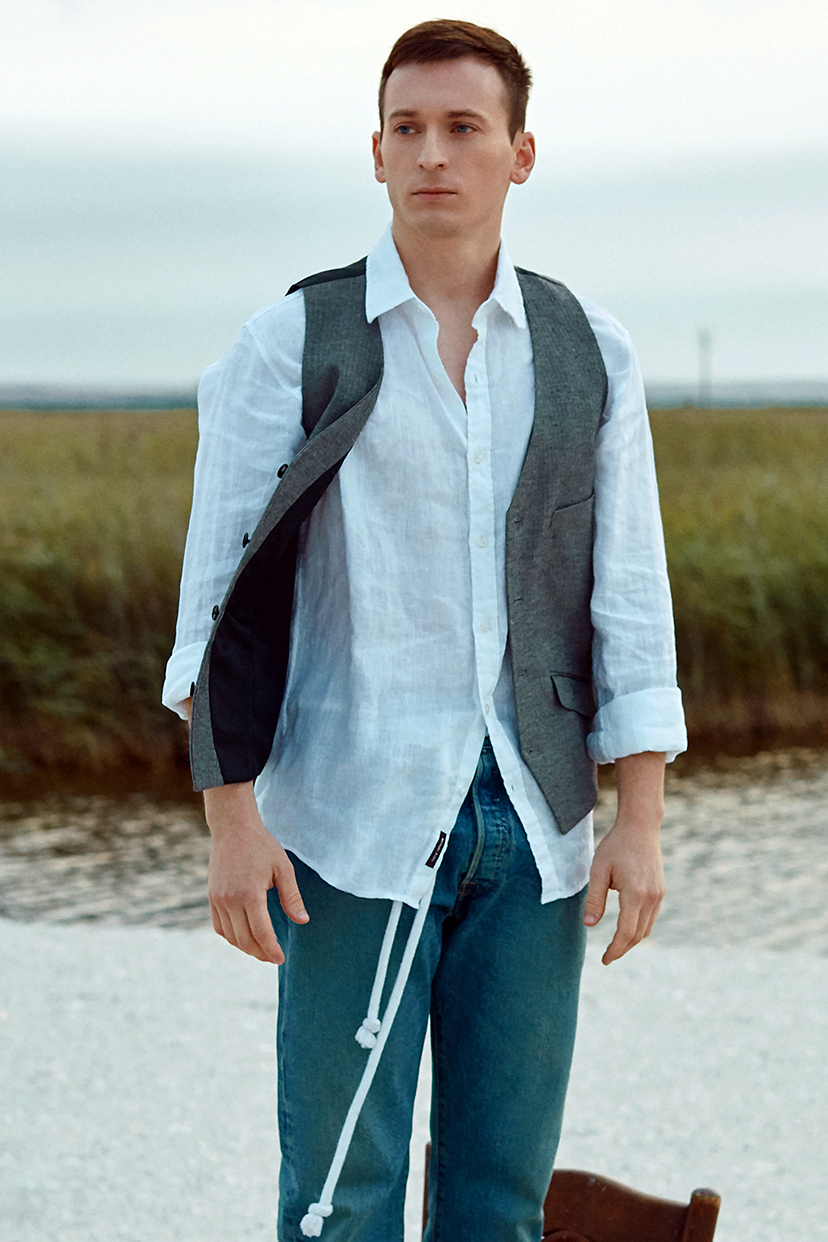
Denis Roabeș (10)

### Résumé des saisons
- Équipe Horia
- Équipe Loredana
- Équipe Smiley
- Équipe Marius

- Équipe Tudor
- Équipe Adrian
- Équipe Irina
- Équipe Andra

- Équipe Denis
- Équipe Smiley & Theo
- Équipe Horia & Theo

| Saison | Chaîne | Première          | Finale           | Vainqueur             | Deuxième             | Troisième        | Autres finalistes | Coach gagnant | Présentateurs | Présentateurs  | Présentateurs | Ordre des chaises des coachs | Ordre des chaises des coachs | Ordre des chaises des coachs | Ordre des chaises des coachs |
| Saison | Chaîne | Première          | Finale           | Vainqueur             | Deuxième             | Troisième        | Autres finalistes | Coach gagnant | Principal     | Principal      | Coulisses     | 1                            | 2                            | 3                            | 4                            |
| ------ | ------ | ----------------- | ---------------- | --------------------- | -------------------- | ---------------- | ----------------- | ------------- | ------------- | -------------- | ------------- | ---------------------------- | ---------------------------- | ---------------------------- | ---------------------------- |
| 1      | Pro TV | 27 septembre 2011 | 26 décembre 2011 | Ștefan Stan           | Dragoș Chircu        | Iuliana Pușchilă | Cristian Sanda    | Smiley        | Pavel Bartoș  | Roxana Ionescu | Vlad Roșca    | Horia                        | Loredana                     | Smiley                       | Marius                       |
| 2      | Pro TV | 25 septembre 2012 | 26 décembre 2012 | Julie Mayaya          | Imre Vízi            | Cristi Nistor    | Tibi Scobiola     | Horia Brenciu | Pavel Bartoș  | Nicoleta Luciu | Vlad Roșca    | Horia                        | Loredana                     | Smiley                       | Marius                       |
| 3      | Pro TV | 28 septembre 2013 | 26 décembre 2013 | Mihai Chițu           | Sânziana Niculae     | Adrian Nour      | Marius Marin      | Horia Brenciu | Pavel Bartoș  | Nicoleta Luciu | Vlad Roșca    | Horia                        | Loredana                     | Smiley                       | Marius                       |
| 4      | Pro TV | 16 septembre 2014 | 19 décembre 2014 | Tiberiu Albu          | Anda Dimitriu        | Maria Hojda      | Aliona Munteanu   | Tudor Chirilă | Pavel Bartoș  | —              | Oana Tache    | Tudor                        | Loredana                     | Smiley                       | Marius                       |
| 5      | Pro TV | 18 septembre 2015 | 18 décembre 2015 | Cristina Bălan        | Tomi Weissbuch       | Tobi Ibitoye     | Michel Kotcha     | Tudor Chirilă | Pavel Bartoș  | —              | Oana Tache    | Tudor                        | Loredana                     | Smiley                       | Marius                       |
| 6      | Pro TV | 9 septembre 2016  | 16 décembre 2016 | Teodora Buciu         | Alexandru Mușat      | Robert Botezan   | Ioana Ignat       | Tudor Chirilă | Pavel Bartoș  | —              | Lili Sandu    | Tudor                        | Loredana                     | Smiley                       | Marius                       |
| 7      | Pro TV | 8 septembre 2017  | 15 décembre 2017 | Ana Munteanu          | Meriam Jane Ndubuisi | Zsuzsana Cerveni | Andrada Crețu     | Smiley        | Pavel Bartoș  | —              | Lili Sandu    | Tudor                        | Smiley                       | Loredana                     | Adrian                       |
| 8      | Pro TV | 8 septembre 2018  | 15 décembre 2018 | Bogdan Ioan           | Dora Gaitanovici     | Alma Boiangiu    | Mădălina Coca     | Smiley        | Pavel Bartoș  | —              | Irina Fodor   | Tudor                        | Irina                        | Andra                        | Smiley                       |
| 9      | Pro TV | 6 septembre 2019  | 20 décembre 2019 | Dragoș Moldovan       | Andi Tolea           | Jasmina Răsădean | Elena Bozian      | Tudor Chirilă | Pavel Bartoș  | —              | Irina Fodor   | Tudor                        | Smiley                       | Irina                        | Horia                        |
| 10     | Pro TV | 9 septembre 2022  | 23 décembre 2022 | Iulian Nunucă         | Andra Botez          | Teodor Debu      | Winael Baldus     | Tudor Chirilă | Pavel Bartoș  | —              | Iulia Pârlea  | Tudor                        | Irina                        | Smiley & Theo                | Denis                        |
| 11     | Pro TV | 8 septembre 2023  | 16 décembre 2023 | Alexandra Căpitănescu | Vlad Musta           | Melisa Antonesi  | Alex Maxim        | Tudor Chirilă | Pavel Bartoș  | —              | Alina Ceușan  | Tudor                        | Irina                        | Horia & Theo                 | Smiley                       |